# Kolonia Karchów
Kolonia Karchów – przysiółek wsi Ligota Wielka w Polsce, położony w województwie opolskim, w powiecie kędzierzyńsko-kozielskim, w gminie Pawłowiczki.
W latach 1975–1998 przysiółek administracyjnie należał do ówczesnego województwa opolskiego.